# Bulgarische Eishockeyliga 1985/86
Die Saison 1985/86 war die 34. Spielzeit der bulgarischen Eishockeyliga, der höchsten bulgarischen Eishockeyspielklasse. Meister wurde zum insgesamt 13. Mal in der Vereinsgeschichte der HK ZSKA Sofia.

## Modus
In der Hauptrunde absolvierte jede der fünf Mannschaften insgesamt 20 Spiele. Die beiden Erstplatzierten der Hauptrunde qualifizierten sich für das Meisterschaftsfinale. Für einen Sieg erhielt jede Mannschaft zwei Punkte, bei einem Unentschieden gab es einen Punkt und bei einer Niederlage null Punkte.

## Hauptrunde
|    | Klub                 | Sp | S  | U | N  | Tore   | Punkte |
| -- | -------------------- | -- | -- | - | -- | ------ | ------ |
| 1. | HK ZSKA Sofia        | 20 | 15 | 3 | 2  | 99:60  | 33     |
| 2. | Lewski-Spartak Sofia | 20 | 14 | 2 | 4  | 97:57  | 30     |
| 3. | HK Slawia Sofia      | 20 | 12 | 3 | 5  | 106:56 | 27     |
| 4. | Akademik Sofia       | 20 | 2  | 1 | 17 | 57:91  | 5      |
| 5. | Metallurg Pernik     | 20 | 1  | 3 | 16 | 39:134 | 5      |

Sp = Spiele, S = Siege, U = unentschieden, N = Niederlagen, OTS = Overtime-Siege, OTN = Overtime-Niederlage, SOS = Penalty-Siege, SON = Penalty-Niederlage

## Finale
- HK ZSKA Sofia – Lewski-Spartak Sofia 2:3/5:2